# Quilla Chasma
Il Quilla Chasma è una struttura geologica della superficie di Venere.